# Архимандрит Петар (Станојевић)
Петар (световно име Драгутин Станојевић; Печењевце код Лесковаца, 8. април 1925 — Манастир Денковац, 23. децембар 2005) био је српски схиархимандрит и игуман Манастира Денковаца.

## Биографија
Схи-архимандрит Петар (Станојевић) рођен је 8. априла 1925. године у селу Печењевце, недалеко од Лесковаца. Растући у многобројној побожној породици, од малена је заволео Бога и монаштво тако да је већ у 14-тој години отишао из родитељског дома у манастир.
На Светог Пантелејмона 1939. године мали Драгутин (световно име оца Петра) постаје жички искушеник. У Жичи, на чијем је челу био владика Николај, за духовника добиja јеромонаха Гаврила са којим у духовној вези остаје до смрти старца 1995 године. Наредних неколико година, до почетка рата, искушеник Драгутин се учи монашком животу од духовних горостаса какви су били Свети владика Николај, старац Гаврило, отац Јаков Арсовић и многи други.
По доласку из војске 1948. године, одлази у тек основану Шумадијску епархија у Манастир Ралетинац код свог духовног оца Гаврила који окупља младо братство и оживљава манастир. У овом манастиру у фебруару 1950 године прима монашки постриг добивши име Петар. У тадашњем братству били су још недавно у Господу представљени игуман Хиландара отац Мојсије Жарковић и отац Сава из Манастира Вазнесења.
По потреби службе (у међувремену поставши јеромонах) отац Петар бива сабрат Манастир Вољавча и Каленића, да би 1968. године, на свој захтев и уз благослов владике Валеријана отишао на Свету Гору, у Манастир Хиландар. У Србију се враћа крајем 1979. године на празник Светог апостола Луке.
Са благословом свог духовника, игумана Гаврила Ралетиначког, обновио је и из рушевина подигао Манастир Денковац који је вековима био запуштен и од њега начиниo духовно уточиште у који су долазили.
Са сигурношћу се може рећи да је Манастир Денковац био један од најпосећенијих манастира шумадијске епархије у који су долазили по духовну поуку људи из свих крајева Србије. Познат по прелепој природи којом је окружен и манастирима Саринац и Ралетинац који су у његовој близини, манастир Денковац је био најпознатији по оцу Петру.
Отац Петар је преминуо 23. децембра 2005. године у Манастиру Денковцу где је и сахрањен.